# Osamu Maeda
Osamu Maeda (født 5. september 1965) er en japansk fodboldspiller.

## Japans fodboldlandshold
| Japans landshold | Japans landshold | Japans landshold |
| År               | Kmp              | Mål              |
| ---------------- | ---------------- | ---------------- |
| 1988             | 5                | 1                |
| 1989             | 9                | 5                |
| Total            | 14               | 6                |